# Pinhal da Serra
Pinhal da Serra är en kommun i Brasilien.   Den ligger i delstaten Rio Grande do Sul, i den södra delen av landet, 1 400 km söder om huvudstaden Brasília. Antalet invånare är 2 130.
I omgivningarna runt Pinhal da Serra växer huvudsakligen savannskog. Runt Pinhal da Serra är det mycket glesbefolkat, med 5 invånare per kvadratkilometer.